# 気管支肺炎
気管支肺炎（きかんしはいえん、英: bronchopneumonia）は、肺炎の形態のひとつで、大葉性肺炎に対する概念である。炎症の範囲は細気管支と肺胞を含む小葉に限局しているものをいう。小葉性肺炎（しょうようせいはいえん、英: lobular pneumonia）あるいは巣状肺炎（そうじょうはいえん、英: focal pneumonia）ともいう。

## 症状
咳、黄色の痰、胸痛、3日間以上続く発熱がみられる。食欲低下、全身倦怠がみられる。
衰弱した老人や重症患者に併発した場合、症状や経過が特徴的でないことがあるため、バイタルサイン、全身状態の観察を十分に行う。

## 病因
風邪やインフルエンザに感染後、発症する市中肺炎が多い。次いで、入院施設内で発症する院内肺炎が増加している。肺胞内と肺胞上皮内に、肺炎球菌、インフルエンザ桿菌、黄色ブドウ球菌、A群溶連菌、マイコプラズマ.ニュウモニエ、マイコプラズマ.ジェニタリウム、マイコプラズマ.ホミニス、レジオネラ菌、クラミジア.トラコマーティス、 クラミジア.ニュウモニエ、 結核菌、非定型抗酸菌などが感染し増殖して発症する。

## 診断
胸部の聴診で肺雑音（ラ音）を聴取する。胸部レントゲンで、白い肺胞陰影が写る事が多い。(ただし、気管支肺炎ではレントゲンだけでは一見正常に見え診断がつかない事がしばしばある)
他の肺疾患と鑑別が必要な時はCTスキャンと内視鏡検査を併用して診断を行う。
起炎菌の迅速診断キットがあり15分で判定出来る。たとえば、血清中肺炎マイコプラズマＩｇＭ抗体、尿中肺炎球菌莢膜抗原、尿中レジオネラ菌抗原などがあり単クローン抗体を使用した感度の高い酵素免疫測定法（EIA法）である。

## 治療
抗菌薬を使用する。主にセフェム系の静脈内注射を行う。内服には、セフェム系、マクロライド系、ニューキノロン系、テトラサイクリン系を使用する。
胸背部のタッピングをし、咳込ませて痰の喀出を促し、鎮咳去痰剤を併用する。
外来通院でのセフェム系抗菌薬点滴静注療法とマクロライド系、ニューキノロン系,テトラサイクリン系の内服の併用を原則とし、重症例は入院治療とする。ただし、耐性菌が非常に多いため、抗菌薬の使用前にはできるだけ、培養検査を行い、耐性状況を確認する事が好ましい。
またニューキノロンの中でも抗菌スペクトルが若干異なるため、臓器への移行性と併せて慎重に選択されるべきである。